# Долге Ниве (Гореня вас-Поляне)
Долге Ниве (словен. Dolge Njive) — поселення в общині Гореня вас-Поляне, Горенський регіон, Словенія. Висота над рівнем моря: 657,9 м.